# Carl Hilpert
Pour les articles homonymes, voir Hilpert.
Carl Hilpert (12 septembre 1888 à Nuremberg - 1er février 1947 à Moscou) est un Generaloberst allemand qui a servi au sein de la Wehrmacht pendant la Seconde Guerre mondiale.
Il a été récipiendaire de la croix de chevalier de la croix de fer avec feuilles de chêne. Cette décoration suprême est attribuée pour récompenser un acte d'une extrême bravoure sur le champ de bataille ou un commandement militaire accompli avec succès.

## Biographie
Pendant les derniers mois de la Seconde Guerre mondiale, C. Hilpert commande les troupes allemandes qui sont encerclées par l'armée soviétique dans la poche de Courlande. 
Le 7 mai 1945, le chef de l’État (Staatsoberhaupt) et président du Reich (Reichspräsident) Karl Doenitz ordonne au Generaloberst  Carl Hilpert, la reddition du groupe d'armées Courlande. C.Hilpert est le dernier commandant en chef de ce Groupe d'armées. 
C.Hilpert se livre avec son état-major et deux divisions du XXXVIII.Panzerkorps au maréchal russe Leonid Govorov. C.Hilpert a envoyé le message suivant à ses troupes:
Pour tous les rangs! Le Maréchal Govorod a convenu d'un cessez-le-feu commençant à 14:00 heures le 8 mai. Les troupes doivent être informées immédiatement. Des drapeaux blancs peuvent être déployés. Le Commandement attend la mise en œuvre fidèle de l'ordre, sur laquelle le sort des troupes de Courlande dépend.
Il fut exécuté en tant que prisonnier de guerre à Moscou en 1947.

## Décorations
- Croix de fer (1914)
  - 2e classe (7 octobre 1914)
  - 1re classe (18 octobre 1916)
- Croix d'honneur
- Médaille de l'Anschluss
- Médaille des Sudètes
- Agrafe de la croix de fer (1939)
  - 2e Classe (20 avril 1940)
  - 1re Classe (16 juin 1940)
- Médaille du Front de l'Est
- Croix allemande en or (19 février 1943)
- Croix de chevalier de la croix de fer avec feuilles de chêne
  - Croix de chevalier le 22 août 1943 en tant que General der Infanterie et commandant du LIV. Armee-Korps
  - 542e feuilles de chêne le 8 août 1944 en tant que General der Infanterie et commandant du I. Armee-Korps
- Mentionné 2 fois dans le bulletin radiophonique Wehrmachtbericht (18 août 1944 et 9 mai 1945)
- Bande de bras Kurland (Ärmelband Kurland)